# Guraleus tasmantis
Guraleus tasmantis é uma espécie de gastrópode do gênero Guraleus, pertencente a família Mangeliidae.